# ガラダグ
ガラダグ (Garadag, Gar'adag, ソマリ語: Gar Adag) はソマリランドのサナーグ地域にある町。ガラダグ地区の行政中心地だが、区分は厳密なものではなく、エル・アフウェイン地区の一部とされることもある。災害や戦闘などの事件もエル・アフウェインと合わせて報道されることが多い。

## 概要
ガラダグは1934年に設置された。「ガラダグの木（Geedka Garadag）」と呼ばれる有名な大木があり、この木の下で何度も和平交渉が行われている。
ガラダグの人口は17,400であり、現在の主な住民はイサック氏族のハバル・ジェロ支族のビシーデ支族。
ソマリランド計画省によれば、ガラダグには32の公立小中学校があり、ガラダグ地区全体ではさらに15の学校がある。
2018年には「元牧畜民の国内避難民が最も住む地域の一つ」と報道されている。

## 行政区分
2017年ソマリランド選挙に向けた有権者登録情報によれば、ガラダグ地域には20の投票所が設けられている。その20箇所とはGar'adag(2箇所)、Sin-Caro, Fadhi-Yar, God-Heelli, Ceel-Cadde, Fahdi-Gaab, Tuurka(2箇所)、Dhoobo-Cantuug, Gawsa-Weyne, Geel-Caseeye, Cadaad, Ballan-Baal, Qabri-Sammane, War-Gunbi, Shiisha, Balliga Daan-Weyne, Dameeraha, Fara-Guulである。

## 政治家
- 市長（Duqa Degmada Gar-adag）
  - Farah Aden Isse (Faarax Aadan Ciise) [4][5][6]
  - Maxamed Cilmi Maxamuud (平和統一開発党、2021-)[7]
- 裁判官（Maxkamadda Degmada Gar-adag）
  - Jaamac Cawil Aadan（- 2019）[8]
  - Salaad Muuse Jaamac（2019 - ）[8]

## 歴史
1991年、イサック氏族を中心としてソマリア北西部がソマリランドとして独立宣言した。
1992年11月23日、ガラダグで近隣に住む氏族が集まって40日間に及ぶ和平会議が開かれた。参加した氏族はハバル・ジェロ（300名）、デュルバハンテ（180名）、ワルサンガリ（130名）、Gahayle（30名）、その他（80名）だった。ただしこの会議には、有力氏族の一つであるエリガボのハバル・ユニス氏族が、招待したにもかかわらず参加しなかった。この時にハバル・ユニス氏族が会議に向けて送った手紙が、近隣氏族がイサック氏族（ハバル・ユニスやハバル・ジェロの親氏族）に従うよう要求した内容だったため（あるいはハバル・ジェロにワルサンガリやデュルバハンテと手を切るよう呼びかける内容だったため）、非イサックのデュルバハンテやワルサンガリを怒らせる原因となった。ただしこれについては、ハバル・ユニスは誠実な手紙を送ったにもかかわらず途中で中身がすり替えられたとも伝えられている。一方で、ハバル・ユニスはサナーグで圧倒的に実力を持つ氏族だったため、他の少数氏族と妥協する必要性が低かったとも言われている。氏族の会議はその後も続けられたが、ダラーウェインやユッベといったガラダグ以外の町が使われた。
2006年、後にソマリランド大統領となるアフメッド・シランヨは、2006年にガラダグで決起集会を開いている。
2015年からガラダグ地区とエル・アフウェイン地区を中心とした大規模な旱魃が発生した。ガラダグもその被害を受けた町の一つだが、海外からの支援があるため、近隣の村から人が集まり、2014年には住民12,200人だったところ、旱魃以降に1000家族が流入している。
2016年9月、ガラダグで大規模な暴動が起こり、企業は略奪され、郊外の農場が火事になった。2氏族間の対立が原因とみられる。
2019年4月、ガラダグの刑務所長と警察副所長が殺害された。ムセ大統領はサナーグ地域のエリガボ地区、エル・アフウェイン地区、ガラダグ地区の3地区で、氏族間の対立があることを受けて、非常事態宣言を発令した。ただしこの決定は議会で否決された。
2019年12月にも最近和解した2氏族の紛争が再発したと報じられている。
2021年3月、ガラダグ地区はCOVID-19の被害が大きいと報じられている。